# Club Deportivo Pontejos
El Club Deportivo Pontejos es un equipo de fútbol de Pontejos, en el municipio de Marina de Cudeyo (Cantabria) España. El club se fundó en 1962 y ha militado en el Grupo III de la Tercera División de España durante 17 campañas. Al finalizar la temporada 2015-16, el equipo deja de competir. Años más tarde, en la temporada 2024-25, el equipo vuelve, comenzando en la Segunda Regional de Cantabria.

## Historia
- Temporadas en 1.ª: 0
- Temporadas en 2.ª: 0
- Temporadas en 2.ªB: 0
- Temporadas en 3.ª: 17 (1988-89 a 1995-96, 1998-99, 2001-02 a 2003-04 y 2009-10 a 2013-14)

## Palmarés

### Títulos oficiales
- Campeón de Tercera (1): 1990-91.
- Campeón de Regional Preferente (1): 2000-01.
- Subcampeón de Regional Preferente (1): 1987-88.
- Copa Cantabria (1): 1968
- Subcampeón de Copa Cantabria (1): 1978
- Torneo Federación (1): 1981

### Torneos amistosos
- Trofeo Ayuntamiento de Astillero (1): 1982[2]
- Subcampeón del Torneo 50 Aniversario de Pontejos (1): 2012[3]

## Uniforme
- Primer uniforme: camiseta amarilla, pantalón negro y medias amarillas.
- Segundo uniforme: camiseta rojiblanca, pantalón blanco y medias rojas.

## Temporadas del Pontejos
Temporadas del Pontejos desde 1984-85:
| Temporada | Categoría           | Puesto | Notas    |
| --------- | ------------------- | ------ | -------- |
| 1984-85   | Primera Regional    | 9.º    |          |
| 1985-86   | Primera Regional    | 7.º    | ascenso  |
| 1986-87   | Regional Preferente | 19.º   |          |
| 1987-88   | Regional Preferente | 2.º    | ascenso  |
| 1988-89   | Tercera             | 15.º   |          |
| 1989-90   | Tercera             | 9.º    |          |
| 1990-91   | Tercera             | 1.º    |          |
| 1991-92   | Tercera             | 5.º    |          |
| 1992-93   | Tercera             | 11.º   |          |
| 1993-94   | Tercera             | 10.º   |          |
| 1994-95   | Tercera             | 17.º   |          |
| 1995-96   | Tercera             | 19.º   | descenso |
| 1996-97   | Regional Preferente | 7.º    |          |
| 1997-98   | Regional Preferente | 4.º    | ascenso  |
| 1998-99   | Tercera             | 20.º   | descenso |
| 1999-00   | Regional Preferente | 10.º   |          |
| 2000-01   | Regional Preferente | 1.º    | ascenso  |
| 2001-02   | Tercera             | 16.º   |          |
| 2002-03   | Tercera             | 11.º   |          |
| 2003-04   | Tercera             | 19.º   | descenso |
| 2004-05   | Regional Preferente | 8.º    |          |
| 2005-06   | Regional Preferente | 15.º   |          |
| 2006-07   | Regional Preferente | 9.º    |          |
| 2007-08   | Regional Preferente | 7.º    |          |
| 2008-09   | Regional Preferente | 4.º    | ascenso  |
| 2009-10   | Tercera             | 13.º   |          |
| 2010-11   | Tercera             | 12.º   |          |
| 2011-12   | Tercera             | 13.º   |          |
| 2012-13   | Tercera             | 15.º   |          |
| 2013-14   | Tercera             | 18.º   | descenso |
| 2014-15   | Regional Preferente | 15.º   |          |
| 2015-16   | Regional Preferente | 11.º   |          |
| 2024-25   | Segunda Regional    |        |          |

## Pontejos B
El Pontejos tuvo un equipo filial en los años 90, el Pontejos B, que llegó a militar en Primera Regional.
- Temporadas del Pontejos B:
  - 1993-94: Primera Regional - 12.º
  - 1994-95: Primera Regional - 9.º
  - 1995-96: Primera Regional - 8.º